# Yongle Dadian
Yǒnglè Dadian (永樂大典 en xinès tradicional) és una enciclopèdia xinesa encarregada per l'emperador Yǒnglè, la més gran que ha existit fins a l'arribada de les fonts digitals. Va ser escrita per més de 2.169 especialistes des de 1403 a 1408, que van compilar més de 22.937 volums (índex inclòs) en 11.095 llibres. Se'n van fer només tres còpies per l'extensió de l'obra, de les quals romanen volums dispersos i fragments de la tercera. L'original pot haver estat enterrat amb l'emperador Jiajing, gran admirador i protector del manuscrit o bé haver desaparegut en un incendi.

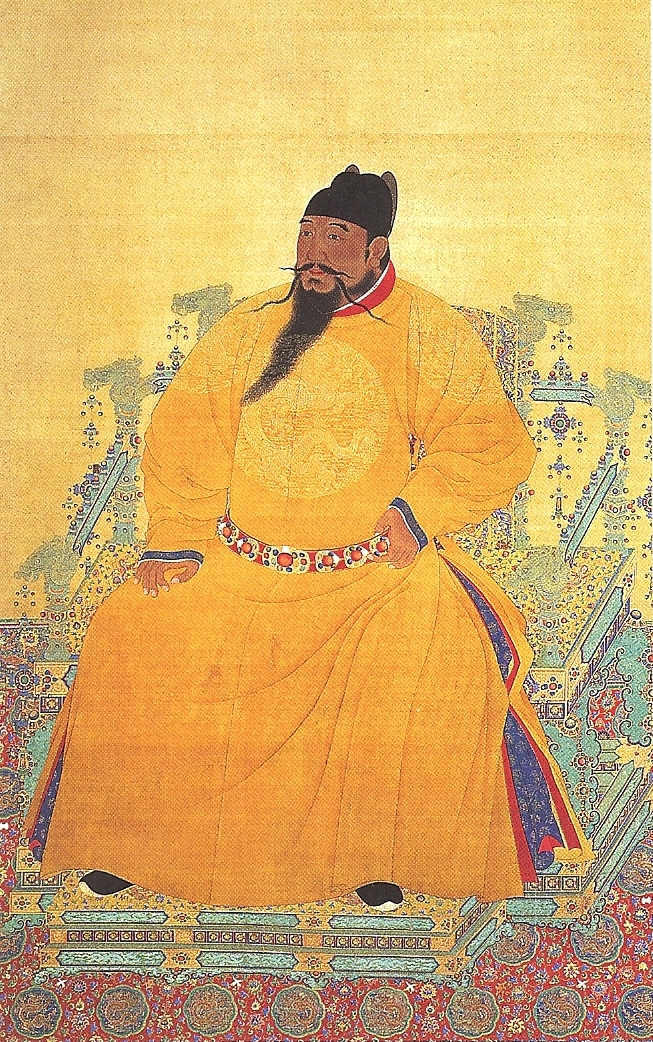
Retrat de l'Emperador Yongle

L'any 1403 l'emperador Yǒnglè, que va regnar des de l'any 1402 fins al 1424, va ser el tercer de la dinastia Ming. Va encarregar l'elaboració d'una enciclopèdia sota la supervisió de l'editor general Yao Guangxiau (姚廣孝), 2.169 estudiosos van treballar quatre anys en el projecte (1404-1408). Avui en dia, només es conserva el 3% del manuscrit original. La Biblioteca Britànica en té 24 volums. Avui dia resisteixen poc menys de 400 volums, uns 800 capítols, el que seria aproximadament un 3,5 % del treball original. La col·lecció més completa és a la Biblioteca Nacional de la Xina, a Beijing, que guarda 221 volums. La segona col·lecció més abundant és al Museu Nacional del Palau, a la ciutat de Taipei, on es guarden 62 volums.
Algunes seccions de l'enciclopèdia de Yongle (les seccions 10.270 i 10.271) es troben a la Biblioteca Huntington, a San Marino (Califòrnia).
51 volums són al Regne Unit, a la Biblioteca Britànica, a la Bodleian Library a Oxford, a l'Escola d'Estudis Africans i Orientals de la Universitat de Londres i a la biblioteca de la Universitat de Cambridge. La Biblioteca del Congrés dels Estats Units guarda 41 volums; La Cornell University Library té 6 volums; i 5 volums es troben distribuïts per diverses biblioteques d'Alemanya.